# Drum național 69
Der Drum național 69 (rumänisch für „Nationalstraße 69“, kurz DN69) ist eine Hauptstraße in Rumänien. Er bildet zugleich ein Teilstück der Europastraße 671.

## Verlauf
Die Straße führt von Timișoara in Verlängerung des Drum național 59 (Europastraße 70) vom Drum național 6 in generell nördlicher Richtung über Orțișoara und Șagu zur Kreishauptstadt Arad, kreuzt in deren Süden die Autostrada A1 und endet an der Umfahrung der Stadt Arad durch den Drum național 7 (Europastraße 68).
Die Länge der Straße beträgt rund 46 Kilometer.